# 立花さや
立花 さや(たちばな さや、1989年9月18日 - )は、日本の元グラビアアイドル、元AV女優、元ストリッパー。

## 人物・略歴
- 2009年8月特冊新鮮組DXでグラビアデビュー。
- 2010年6月にエスワンからAVデビュー。
- 2010年12月31日、東洋ショー劇場にてストリップデビュー。
- 2011年3月にマキシングへ移籍。
- 2011年9月にSOD ACEへ移籍。
- 2013年有限会社アイナからティーパワーズへ所属事務所を移籍。
- 2013年10月よりアタッカーズ専属女優になる。
- 2014年3月をもって引退。

## 作品

### アダルトビデオ
2010年
- 新人NO.1 STYLE 現役グラドル×エスワン（6月7日、エスワン）
- おしえて、さやの性感帯。（7月7日、エスワン）
- さやと学校でエッチしよう（8月7日、エスワン）
- ベロチュー症候群 SEX中もKISSしたい。（9月7日、エスワン）
- 貴男のザーメンおねだりメイド（10月7日、エスワン）
- 驚異的な腰使いの騎乗位（11月7日、エスワン）
- イカセ潮吹き（12月7日、エスワン）

2011年
- 小悪魔家庭教師 〜止まらないバキュームフェラ〜（1月7日、エスワン）
- 大掃除フェラ（2月7日、エスワン）
- お●ンコ悶絶突貫工事（3月16日、マキシング）
- 美少女ドM調教プログラム（4月16日、マキシング）
- 過剰摂取 ブリブリオーバードーズ ～催眠×泥酔×媚薬～（5月16日、マキシング）
- 僕のかわいい妹さーやと毎日中出しH♥（9月8日、SODクリエイト）
- 童貞チ○ポを何度もイカせる卑猥なお口といやらしい腰使い（10月6日、SODクリエイト）
- 立花さやthe BEST（11月16日、マキシング）

2012年
- WATER POLE 11（1月20日、プレステージ）
- 働くオンナ2 19（2月1日、プレステージ）セル限定
- 女子校生 友達にも言えない関係に溺れる美尻女子校生を4種類のブルマーで犯す（2月23日、SODクリエイト）
- お義姉さんのお風呂場フェラ（3月25日、NEXT GROUP）
- 悩殺ボディの彼女、実はドMなんです（3月25日、NEXT GROUP）
- 美人顔のわりに卑猥すぎるスキモノ女子（6月15日、NEXT GROUP）
- 淫語痴女 寸止め・見下し・言葉責め中毒の女（6月19日、ドグマ）
- 現役水泳インストラクター さや（9月14日、S級素人）
- 新種のエステオイルと偽って媚薬ローションでマッサージしていたら四つん這いになって発情してきた（9月20日、アキノリ）
- ヒロイン魔装 セーラープリースト（9月28日、ギガ）
- 義姉と2人っきりになったら突然おしゃぶりしてきた…（10月20日、NEXT GROUP）
- 団地妻 中出しに嵌る真昼の情事（10月25日、ビッグモーカル）
- カラダで払うワケあり人妻 5時間 Special 2（11月9日、ケイ・エム・プロデュース）
- 絶対に手を出してはいけない相手をレズ夜這い 6（11月22日、アキノリ）
- レズデート 立花さや 西園寺れお（12月20日、グローリークエスト）
- ムチムチホットパンツバス ハミ尻を強調するのは性交OKの象徴！？ 人目を気にせず挑発してくるショートパンツ娘（12月20日、ディープス）
- 私立ガチハメ痴女学園！4人の女教師が生徒をエロ教育！（12月28日、ケイ・エム・プロデュース）

2013年
- お見舞いに来てくれた巨乳の女友達と中出しSEX（1月3日、グローリークエスト）
- 大好き！アンドロクロス（1月11日、ギガ）
- 嫁は他人にNTR（寝とら）れ俺は別の女に何回もイカされてしまった。 FSET-411（1月24日、アキノリ）
- 「女の口は嘘をつく。」 雌女ANTHOLOGY ＃114 立花さや（2月8日、アウダースジャパン）
- お姉さんの巨尻が猥褻過ぎて秒殺で悩殺！！ 立花さや（2月28日、MARRION）
- 丸の内OLが密かに通う股間トリートメント専門サロン（3月7日、アキノリ）
- 奇跡のカラダ Special 4時間（4月12日、ケイ・エム・プロデュース）
- 天使の降る夜。（5月10日、S級素人）
- 不倫溺愛録 Venus.017（5月24日、ワンダフル）
- 俺の可愛い妹がこんないやらしい顔でパンチラ挑発してきて、じゅぼじゅぼ指オナニーまでするハズがない！！6（6月10日、unfinished）
- 花盛りのオンナ Venus＃03（6月14日、S級素人）
- or？ Act；01 立花さや（7月19日、プレステージ）
- うちの新人女教師はいつもミニスカ、そして白いパンティーを見せすぎる 立花さや（8月1日、プレステージ）
- 小悪魔JK 大胆パンチラコレクション 7（8月25日、アロマ企画）
- 若妻、凌辱の日々。望まない絶頂が悔しくて… 立花さや（10月7日、アタッカーズ）
- 奈落の女2 立花さや（11月7日、アタッカーズ）
- 奴●島 SEASON3 第一章（12月7日、アタッカーズ）

2014年
- 獣たちの性奴●6 立花さや（1月7日、アタッカーズ）
- 服従の時間割 女教師、恥辱の日々…。 立花さや（2月7日、アタッカーズ）
- Hなデートしょっ♪ 立花さや（2月7日、unfinished）
- 極上ヌキまくり痴女 淫語まみれのペニス狩り 5 立花さや（2月15日、ジャネス）
- 禁断拘束レズ VOL.4（2月21日、アウダースジャパン）
- M男専用癒やし性感メンズエステ（3月5日、未来 フューチャー）
- DOKIレズ 66（3月7日、アウダースジャパン）
- 逆レ●プW痴女姉妹 Maika 立花さや（3月25日、美）
- パンストすけすけ同棲生活 立花さや（4月7日、unfinished）
- あなたがいない間に犯●れました… 5 立花さや（4月11日、なでしこ）
- 中出しされたザーメンをごっくん Vol.4 立花さや 大槻ひびき（4月13日、MOODYZ）
- 制服QUEENの悪戯 5 アナルオーガズムと射精管理 立花さや（4月15日、未来 フューチャー）
- kira★kira STREET GAL＆おやじっち×淫女ギャル学園HIGH SCHOOL SPECIAL 潮吹きロリGALお漏らし放尿学園 乙葉ななせ 立花さや（4月19日、kira☆kira）
- オートロックで締め出された薄着美女が困り果てている…さてどうする？（5月10日、アキノリ）
- エステティシャンがチラリズムと淫語で超マッハ顔騎オナニーする店（5月15日、ジャネス）
- キレイなお姉さんの背後からの寸止め手コキ 2 （キャバ嬢編）（5月15日、ジャネス）
- アナルを見せつけながら 下品に踊り続けるダンサークィーン!（5月15日、未来 フューチャー）
- 近親相姦 いけない関係 義父と義兄弟を誘惑する淫乱な若妻 5 立花さや（5月23日、なでしこ）
- 超危険!ケツの穴丸見え、マン毛丸出しで踊り狂う生脱ぎB系娘（6月15日、未来 フューチャー）
- ボンデージとブーツでエロ武装したダンスクイーンたちが、マン毛もアナルもムキ出しに腰を振り、限界ギリギリの極小マエバリを見せつける究極のオゲレツダンス（7月5日、未来 フューチャー）
- 働くお姉さんのミニスカパンチラや美脚ストッキングにチ○ポを硬くしてることに気づいた彼女たちは僕のチ○ポをもて遊び男女逆転SEXを求めてきた!（7月5日、未来 フューチャー）
- 欲求不満な美人エステティシャンがお気に入りのチ○ポを見つけたのか無理矢理ヨダレまみれでキスはするし、ベトベトマ○コを舐めさせられるし 最後は僕の勃起チ○ポを強引にぶち込みピストン騎乗位するので思わずドピュとイッてしまった!（7月15日、ジャネス）
- フェロモンムンムンの制服美人にクレーム言ったり、チョロっと触ったりしたら突然キレて罵声を浴びせられチ○ポ責め!嫌がったら顔騎手コキで強制発射!最後にはオシッコかけられちゃいましたよ!!（7月25日、未来 フューチャー）
- オフィスでOL社員のミニスカ黒パンストにチ○ポを勃たせてたらイヤらしい目線に気づいた女たちは僕のチ○ポを責め遊び始めてきた（7月25日、CHANGE）
- 働くお姉さんがまさかの痴女でヤラれちゃいました！いつもは優しい彼女たちがスイッチをONにしたとたんド淫語と凄テクで僕のチ○ポを挑発してくるのでたまりません!（8月19日、スタイルアート/妄想族）
- 痴女がひんぱんに出没するとウワサされてる所で…洗ってないマ○コを舐めさせられたり、チ○ポを無理矢理弄られ精子を搾り取られてしまった（9月25日、CHANGE）
- 美人で優しくてエロいウチの嫁は無防備にいつもパンティをチラつかせて誘惑するものだから思わず勃起!それを見た彼女はマ○コをぐっしょりさせ、俺のチ○ポをしゃぶりまくりザーメンを喉越しで搾り採っていった!（11月5日、未来 フューチャー）
- もうワザととしか思えない欲求不満な人妻の行動!胸チラ・パンチラで誘惑しながら濃厚接吻手コキされた僕のチ○コはフル勃起状態で…（11月7日、CHANGE）
- 痴女のいるメンズエステ 〜顔騎、クンニオナニーでイッた後に手コキサービスするエステティシャン〜2（11月15日、ジャネス）
- 嫁が胸の谷間をチラチラするので見てたらチ○ポが勃起していることがバレちゃった!欲求不満な彼女の凄テク食い込みパンティで僕のザーメンはドピュドピュと大発射!（11月15日、未来 フューチャー）
- 美人で色気ムンムンな我が家の嫁がオマ○コが疼きまくるのかパンチラ、胸チラで家族を誘惑してきた。もう男たちのチ○ポはフル勃起状態でそれを見た彼女もハァハァ興奮してオマ○コに中出しまでさせる始末!（12月1日、スタイルアート/妄想族）
- ウチの嫁は昼間から家に居る身内の男のチ●ポに興味津々。夫には見せた事のない誘惑サインでチ●ポを咥え込み騎乗位で精子をマ●コで絞り取り、中出しさせる!（12月26日、なでしこ）

### アダルトサイト
- グラフィスギャルズ 立花さや（GRAPHIS）
- #259 Saya（S-Cute）
- さぁや in 後楽園（PORNOGRAPH）
- Perfect-G MIYUKA（G-AREA）

### イメージビデオ
- 美少女にプロレスしてもらいました♪(2009年12月29日、オルスタックピクチャーズ)
- 美少女にプロレスしてもらいました♪(2010年4月28日、オルスタックピクチャーズ)
- ネオファンタ・サヤ(2011年7月29日、オルスタックピクチャーズ)

### Vシネマ
- マン・ハンティング リデンプション（2011年7月6日、アルバトロス）
- ドラムリミット（2011年8月30日、オルスタックピクチャーズ）
- マン・ハンティング リザレクション（2012年4月4日、アルバトロス）

### テレビ出演
- 『原口あきまさのそこツボ!!』（2010年、千葉テレビ、東京MXテレビ）
- 『劇団ひとりの新番組を考える会議』企画シミュレーション「おっぱい登山スペシャル」（2011年7月18日、テレビ朝日）
- 『おとなのびっくりは～いすくーる』（2011年12月、日本海テレビ） - マンスリーゲスト
- 『ビ〜チ9』（2013年5月、サンテレビほか） - マンスリーゲスト

### 雑誌連載コラム
- Bejean（毎月14日発売）「さや艶道」
- メガベッピン（毎月8日発売）「立花さやのヨガっちゃった♥」

### 写真集
- はつさや。(2010年5月19日、ジーオーティー、撮影：旭日)ISBN 978-4860847418

### WEB
- GRAPHIS
- デジグラ